# Pozba
Pozba és un poble i municipi d'Eslovàquia que es troba a la regió de Nitra, al sud-oest del país. Compta amb una població de 451 habitants (2022).

## Història
La primera menció escrita de la vila es remunta al 1245.

## Demografia
| Godina             | 1994 | 2004   | 2014    | 2024   |
| ------------------ | ---- | ------ | ------- | ------ |
| Nombre de persones | 597  | 561    | 464     | 446    |
| Diferència         |      | −6,03% | −17,29% | −3,87% |

| Godina             | 2023 | 2024 |
| ------------------ | ---- | ---- |
| Nombre de persones | 446  | 446  |
| Diferència         |      | +0%  |